# Kuršumlijska Banja
Kuršumlijska Banja (en serbe cyrillique : Куршумлијска Бања) est une ville de Serbie située dans la municipalité de Kuršumlija, district de Toplica. En 2002, elle comptait 103 habitants.
Kuršumlijska Banja, officiellement classée parmi les villes de Serbie, est une station thermale située à 11 km de Kuršumlija et à 81 km de Niš. Grâce à ses boues curatives notamment, on y soigne les lésions et les maladies du système locomoteur, les rhumatismes, les maladies respiratoires, le diabète, les maladies gynécologiques et neurologiques, les troubles du métabolisme ainsi que les anémies de l'enfant et de l'adulte.

## Démographie

### Évolution historique de la population
| 1948 | 1953 | 1961 | 1971 | 1981 | 1991 | 2002 | 2011 |
| ---- | ---- | ---- | ---- | ---- | ---- | ---- | ---- |
| 415  | 485  | 457  | 333  | 198  | 185  | 151  | 103  |

|  |